# ويليام إيرفاين (سياسي أمريكي)
ويليام إيرفاين هو ضابط وطبيب وسياسي أمريكي، ولد في 3 نوفمبر 1741 في Enniskillen ‏ في المملكة المتحدة، وتوفي في 29 يوليو 1804 في فيلادلفيا في الولايات المتحدة. نشط حزبياً في Anti-Administration party ‏. وقد انتخب عضو مجلس النواب الأمريكي ‏.